# Dirty Vegas
Dirty Vegas é um banda britânica de house music formada por Ben Harris, Paul Harris, e Steve Smith.  
Durante a cerimônia do Grammy Awards de 2003, o grupo foi o vencedor na categoria Best Dance Recording, com o seu single de estreia "Days Go By".
Após entrar em hiato em 2005, o grupo retornou em 2008 com Paul Harris, e Steve Smith na formação.

## Discografia

### Álbuns de estúdio
- 2002 - Dirty Vegas
- 2004 - One
- 2011 - Electric Love
- 2015 - Photograph

### Álbuns de compilação
- 2003 - A Night at the Tables by Dirty Vegas Sound System
- 2003 - The Trip
- 2009 - Stealth Live!

### EP's
- 2009 - The Story So Far
- 2012 - Electric Love Acoustic
- 2014 - Let the Night